# In memoriam Dylan Thomas
In Memoriam Dylan Thomas est un chant funèbre pour ténor, quatre trombones et quatuor à cordes composé en 1954 par Igor Stravinsky en mémoire du poète gallois Dylan Thomas. La pièce dure approximativement huit minutes.
Sa création eut lieu le 20 septembre 1954 aux Monday Evening Concerts, à Los Angeles, sous la direction de Robert Craft et sa création européenne le 17 octobre de la même année, au Festival de Donaueschingen, en Allemagne, également sous la direction de Robert Craft.

## Histoire

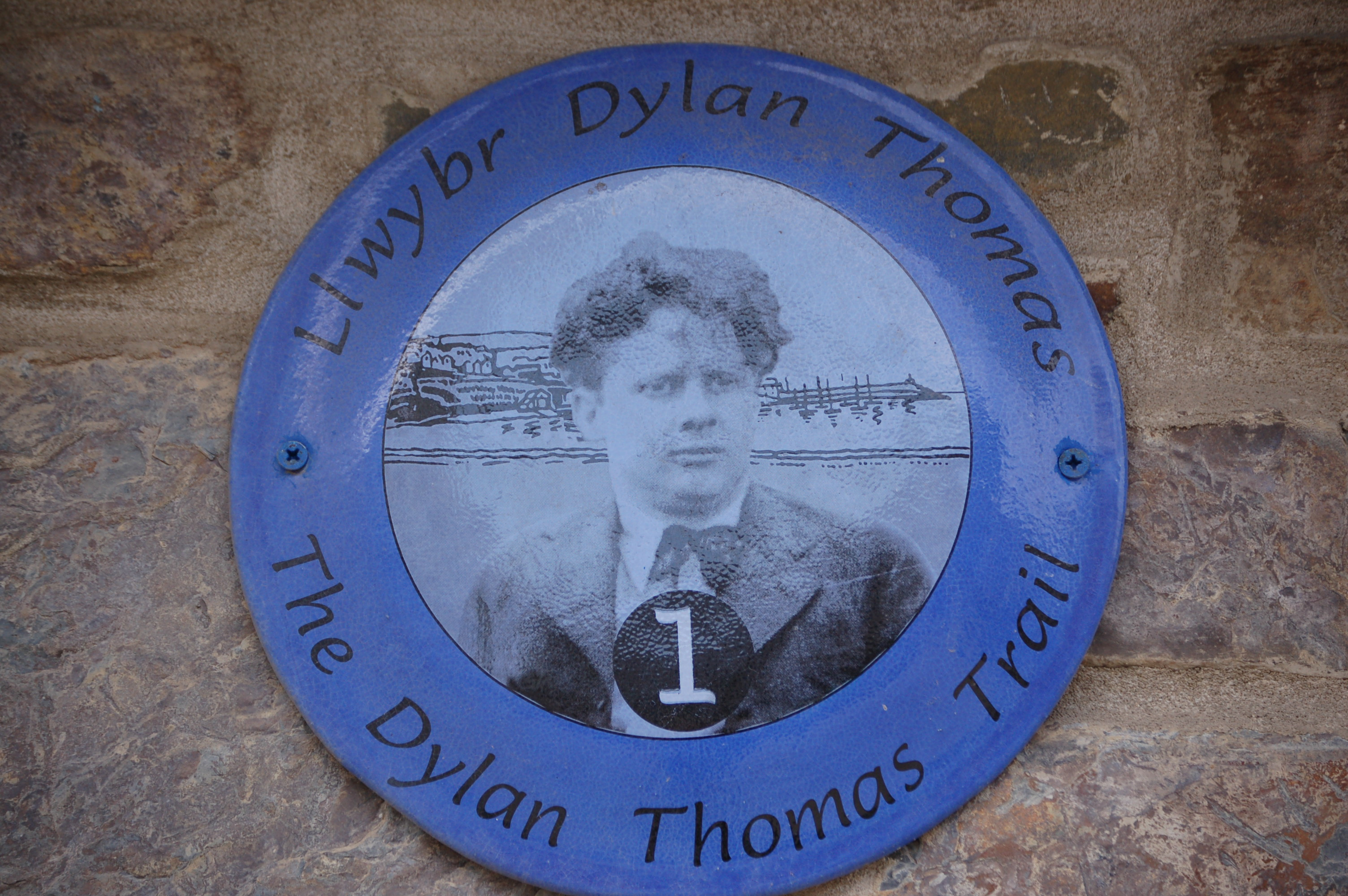
Pancarte au début du chemin Dylan Thomas, à New Quay.

Igor Stravinsky admirait beaucoup l'œuvre poétique de Dylan Thomas, qu'il a découvert sur la suggestion de Wystan Hugh Auden. En mai 1953, l'Université de Boston propose à Stravinsky d'écrire un opéra avec le poète. Dylan Thomas se trouve alors à New York et rejoint le musicien à Boston, où ils se rencontrent pour la première fois. Au cours de cette conversation, ils se plaisent immédiatement l'un à l'autre et commencent le projet de l'opéra qu'ils doivent réaliser ensemble. Malheureusement, l'œuvre ne put être réalisée car le poète, déjà très malade, mourut subitement le 9 novembre de la même année. C'est en souvenir de son ami récemment rencontré et bientôt décédé que Stravinsky a écrit cette œuvre, qu'il a achevée en mars 1954. La première représentation a eu lieu à Los Angeles au Philharmonic Auditorium le 20 septembre 1954 sous la direction de Robert Craft. In Memoriam Dylan Thomas a été joué lors de l'un des "Monday Evening Concerts" dans le cadre d'une commémoration pour Thomas ; outre la courte œuvre de Stravinsky, une cantate de Bach et une série d'œuvres anciennes de la période baroque, dont "Fili mi, Absalon" des "Symphoniae sacrae" (Livre 1) de Heinrich Schütz (comme "In Memoriam", une œuvre avec accompagnement de 4 trombones), ont été interprétées ; la première européenne a eu lieu en Allemagne au Festival de Donaueschingen le 17 octobre de la même année, également sous la direction de Craft.
Après une première approche de la musique sérielle avec le Septuor, où les éléments réalisés s'écartent encore d'une véritable série dodécaphonique, et la Cantate, première véritable approche de la nouvelle musique, Stravinsky fait dans cette œuvre un pas de plus vers la méthode d'Arnold Schoenberg.

## Structure
L'œuvre est composée de trois mouvements :
1. Dirge (en) Canons (prélude)
2. Do not go gentle into that good night (chanson)
3. Dirge Canons (postlude)

## Analyse
Cette courte œuvre est divisée en trois parties : un premier Canon qui sert de prélude suivi d'une chanson sur un texte de Dylan Thomas tiré de son Collected Poems intitulé Do not go gentle into that good night et un second Canon qui sert de postlude. Les deux canons sont instrumentaux et les cordes alternent avec les trombones sans jamais se chevaucher. Le chant pour voix de ténor est accompagné par le quatuor à cordes. L'écriture sérielle de cette œuvre est beaucoup plus poussée que dans les œuvres précédentes ; les séries employées ici parviennent à réaliser l'utilisation des douze sons avec l'effet d'un véritable chromatisme.

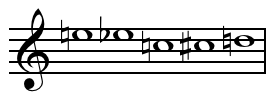
Série de 5 notes de In memoriam Dylan Thomas.

Dans cette composition sérielle, Stravinsky s'est limité à une série restreinte de cinq notes (mi-mi -do-do -ré), ce qui confère à l'œuvre un caractère vaguement tonal : « Les intervalles de ma série sont attirés par la tonalité ; je compose verticalement, ce qui signifie, dans un sens au moins, composer tonalement. » Les cinq tons comprennent une tierce majeure, décomposée en demi-tons

## Discographie sélective
- In Memoriam Dylan Thomas in 'Igor Stravinsky Edition' –  'Opera and Songs', Alexander Young, ténor, Columbia Chamber Ensemble o.l.v. Igor Stravinsky, (Sony Classical, SM2K 46 298)[7]
- In Memoriam Dylan Thomas (avec plusieurs airs de Stravinsky), Robert Tear, ténor, Ensemble InterContemporain o.l.v. Pierre Boulez, (Deutsche Grammophon, 431 751-2)